# Кочкурово (Дубёнский район)
Кочку́рово (эрз. Кочкур веле) — село в Дубёнском районе Мордовии. Административный центр Кочкуровского сельского поселения.

## География
Расположено на речке Ломатка, в 13 км от районного центра и 23 км от железнодорожной станции Атяшево.

## История
Основано в 1696 г. Название-антропоним: от дохристианского имени основателя мордвина Кочкура.
В 1780 году, деревня Кочкурова, при речке Ломате, дворцовых крещёной мордвы, — в Котяковском уезде Симбирского наместничества. С 1796 года в Ардатовском уезде Симбирской губернии.
В «Списке населённых мест Симбирской губернии» (1863) Кочкурово — деревня удельная из 118 дворов, в которых жило: 506 муж. и 511 жен., Ардатовского уезда.
В 1898 г. при Покровской церкви была открыта церковно-приходская школа. Первый учитель К. И. Илларионов хорошо знал мордовский язык. По его настоянию способные дети (впоследствии просветители мордовские края М. И. Наумкин, С. З. Варламов, Е. В. Скобелев) были отправлены для дальнейшей учёбы сначала в Челпановскую школу 2-й ступени, затем в Казанскую учительскую инородческую семинарию.

## Население
| 2001 | 2002 | 2010 | 2012 | 2013 | 2014 | 2015 |
| ---- | ---- | ---- | ---- | ---- | ---- | ---- |
| 778  | ↘774 | ↘639 | ↘602 | ↘569 | ↘541 | ↘506 |
| 2016 | 2017 | 2018 | 2019 | 2020 | 2021 |      |
| ↘450 | ↗451 | ↘431 | ↘410 | ↘390 | ↗477 |      |

## Инфраструктура
В современном селе — СХПК «Кочкуровский» (с 1997 г.); 2-этажная средняя школа со спортзалом, мастерскими, садом; Дом культуры, библиотека, краеведческий музей (с 1985 г.),  отделение связи, стадион;

## Памятники
Памятник погибшим сельским активистам.

## Люди, связанные с селом
Уроженцы села — генерал-майор Н. А. Дедаев; народный учитель СССР С. И. Дергачёв; писатель Я. С. Слушкин (автор романа «Семья Кочкуровых», сборник рассказов «Сильные люди»); поэтесса Л. Ф. Дергачёва; художник-этнофутурист Ю. Дырин. Возле Кочкурова — курганы (2 из них исследовал П. Д. Степанов в 1969 г.). Архимандрит Назарий (Андреев), родился в селе.

## Источник
- Энциклопедия Мордовия, М. М. Сусорева.